# Mullahalli, Kundgol
Mullahalli là một làng thuộc tehsil Kundgol, huyện Dharwad, bang Karnataka, Ấn Độ.